# اچ‌دی ۷۶۷۰۰
اچ‌دی ۷۶۷۰۰ یک ستاره است که در صورت فلکی ماهی پرنده قرار دارد.